# Josef Zenker
Josef Franz Zenker (10. února 1785, Valteřice – 14. února 1852, Drážďany) byl česko-německý bankéř a filantrop působící v Rusku.

## Život
Narodil se v malé vsi Valteřice u Žandova na Českolipsku do rodiny rolníka Franze Zenkera. Základní vzdělání získal v sousední Horní Polici a v roce 1807 jako sedmnáctiletý odcestoval do Moskvy za svým strýcem Andreasem Zenkerem. Další vzdělání získal v Petrohradu, aby mohl pracovat jako obchodní asistent svého strýce.
Když v roce 1812 Moskvu obsadila napoleonská vojska, zůstal Josef Zenker ve městě až do velkého požáru. Ještě před útěkem stihl zachránit bankovní dokumentaci, což později umožnilo přesně vyčíslit ztráty vzniklé při požáru. V roce 1825 se stal součástí vedení banky a v roce 1829 členem Akademie obchodních věd.
V červnu 1821 přicestoval do rodných Valteřic, aby zde na přání svého zesnulého strýce Andrease nadaný částkou 25 000 rublů založil školu. Pro výstavbu a vybavení školy založil fond o částce 50 000 rublů. Na založení se podílel také Zenkerův obchodní partner, významným pražský židovský bankéř Leopold von Lämel. Škola se dvěma třídami pro základní vzdělání byla postavena podle projektu Wenzla Jerzabeka v letech 1835–1837 a v roce 1838 byla slavnostně vysvěcena Antonem Krombholzem. Dle záměru zakladatele se měla výuka postupně rozšiřovat na úroveň střední školy.

### Závěr života a odkaz
V posledních letech života se léčil v Drážďanech, kde Josef Franz Zenker 14. února roku 1852 ve věku 67 let zemřel. Je pochován na tamním Starém katolickém hřbitově. Správy valteřické školní nadace převzal jeho synovec a kmotřenec Josef Zenker z Novosedla.
Dne 9. října 1904 byl slavnostně odhalen pomník Josefu Zenkerovi od sochaře Wilhelma Spölgena ze Šluknova s bronzovou bustou od mistra Fiedlera z Prysku, postavený na základě sbírky organizované Josefem Hockem. Po druhé světové válce bylo místní, většinou německé obyvatelstvo, odsunuto a také pomník Josefa Zenkera zmizel. Po roce 2020 došlo k rekonstrukci pomníku nalezeného v Žandově.